# Annette Andre
Annette Andre; właściwie Annette Christine Andreallo (ur. 24 czerwca 1939 w Sydney w Australii) – brytyjska aktorka telewizyjna, której szczyt kariery przypadał na lata 60. i 70. XX wieku. Najbardziej znana z serialu Randall i duch Hopkirka (1969-70), w którym odtwarzała rolę Jeannie Hopkirk, żony jednego z głównych bohaterów.
Po zakończeniu aktorskiej kariery, podobnie jak Brigitte Bardot, działała jako obrończyni praw zwierząt.

## Wybrana filmografia
- Bohaterowie Telemarku (1965) jako studentka
- Zabawna historia wydarzyła się w drodze na forum (1966) jako Philia
- Rewolwer i melonik (1961-69; serial TV) jako Judy (gościnnie, 1964)
- Święty (1962-69; serial TV) – różne role w kilku odcinkach
- Randall i duch Hopkirka (1969-70; serial TV) jako Jeannie Hopkirk, żona Marty'ego
- Partnerzy (1971-72; serial TV) jako Pekoo Rayne (gościnnie, 1971)
- Crossroads (1964-2003; serial TV) jako Sarah Alexander (gościnnie, 1984)
- Więźniarki (1979-86; serial TV) jako Camilla Wells (gościnnie, 1984)